# Гавенцкая, Ирена
Ирена Гавенцкая (пол. Irena Gawęcka; 21 мая 1901, Бук, Королевство Пруссия — 23 октября 1982, Ле-Шене, Франция ) — польская актриса
, звезда немого кино Польши.

## Биография
В 1918 году, ещё будучи школьницей, участвовала в Великопольском восстании. Была награждена крестом «За гражданские заслуги».
В 1927 году дебютировала в дебютном фильме режиссёра Леонарда Бучковского «Безумцы».
Снималась на киностудиях Познани, прославилась как актриса немого кино. С появлением звукового кино её актёрская карьера закончилась.
После войны до конца жизни жила во Франции.

## Фильмография
- 1928 — Безумцы — Зофья Лоневская
- 1929 — Магдалена — Ирена
- 1929 — Над снегами — жена

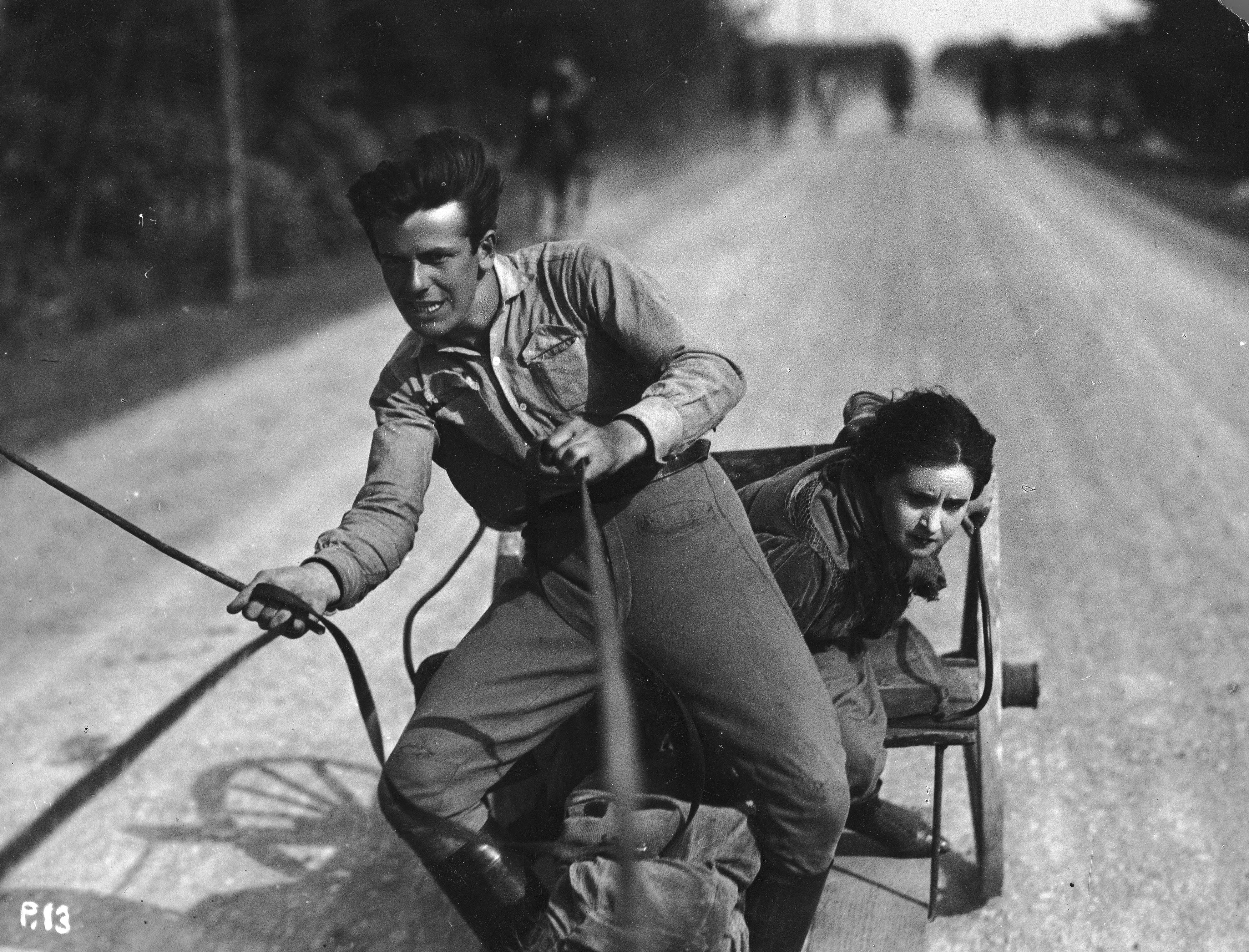
Кадр из фильма «Изо дня в день»

- 1929 — Изо дня в день — Маруся
- 1930 — Ветер с моря — рыбачка